# 空軍學院 (科羅拉多州)
空軍學院（英語：Air Force Academy）是位於美國科羅拉多州艾爾帕索縣的一個人口普查指定地區。

## 地理
空軍學院的座標為38°59′26″N 104°51′38″W / 38.99056°N 104.86056°W，而該地最高點為海拔高度2212米（即7258英尺）。

## 人口
根據2010年美國人口普查的數據，空軍學院的面積為26.00平方千米，均為陸地。當地共有人口6680人，而人口密度為每平方千米256人。